# Paris–Roubaix 1933

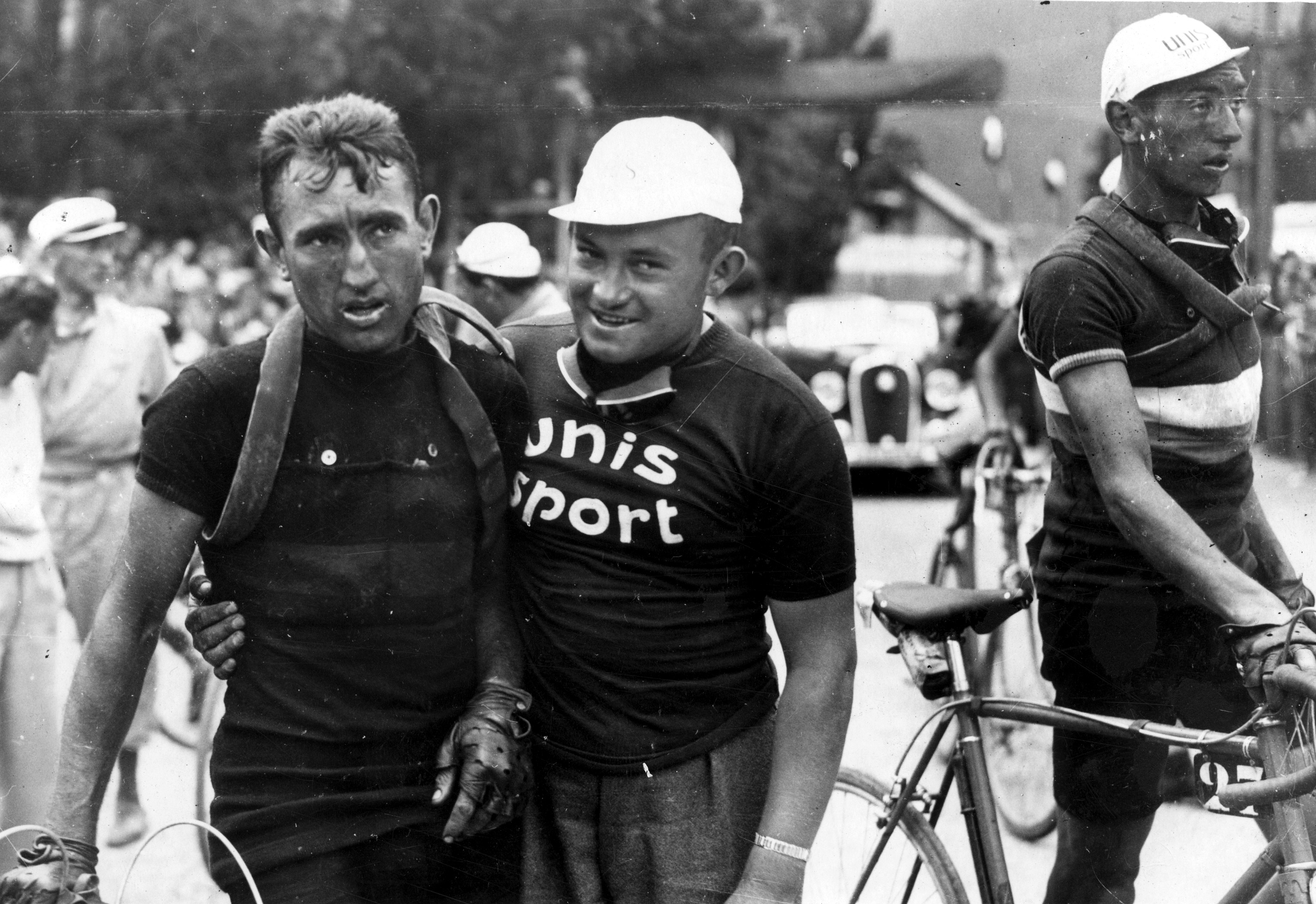
Sylvère Maes (l.)

Das Eintagesrennen Paris–Roubaix 1933 war die 34. Austragung des Radsportklassikers und fand am Sonntag, den 16. April 1933, statt.
Das Rennen ging von Argenteuil aus über 255 Kilometer. 129 Rennfahrer starteten, von denen sich 44 platzieren konnten. Der Sieger Sylvère Maes absolvierte das Rennen mit einer Durchschnittsgeschwindigkeit von 36,52 km/h.
In Beauvais fuhr Sylvère Maes einen Angriff, und Julien Vervaecke, Antonin Magne und der Österreicher Karl Thallinger folgten ihm. An der Steigung bei Doullens steigerte Vervaecke das Tempo, und nur Maes konnte ihm noch folgen. In Roubaix selbst ließ Maes Vervaecke mehrere Radlängen hinter sich und feierte seinen ersten großen Sieg. 1936 und 1939 gewann er die Tour de France.